# BMP8B
BMP8B (англ. Bone morphogenetic protein 8b) — білок, який кодується однойменним геном, розташованим у людей на короткому плечі 1-ї хромосоми.  Довжина поліпептидного ланцюга білка становить 402 амінокислот, а молекулярна маса — 44 768.
| 10         |  | 20         |  | 30         |  | 40         |  | 50         |
| ---------- |  | ---------- |  | ---------- |  | ---------- |  | ---------- |
| MTALPGPLWL |  | LGLALCALGG |  | GGPGLRPPPG |  | CPQRRLGARE |  | RRDVQREILA |
| VLGLPGRPRP |  | RAPPAASRLP |  | ASAPLFMLDL |  | YHAMAGDDDE |  | DGAPAERRLG |
| RADLVMSFVN |  | MVERDRALGH |  | QEPHWKEFRF |  | DLTQIPAGEA |  | VTAAEFRIYK |
| VPSIHLLNRT |  | LHVSMFQVVQ |  | EQSNRESDLF |  | FLDLQTLRAG |  | DEGWLVLDVT |
| AASDCWLLKR |  | HKDLGLRLYV |  | ETEDGHSVDP |  | GLAGLLGQRA |  | PRSQQPFVVT |
| FFRASPSPIR |  | TPRAVRPLRR |  | RQPKKSNELP |  | QANRLPGIFD |  | DVHGSHGRQV |
| CRRHELYVSF |  | QDLGWLDWVI |  | APQGYSAYYC |  | EGECSFPLDS |  | CMNATNHAIL |
| QSLVHLMMPD |  | AVPKACCAPT |  | KLSATSVLYY |  | DSSNNVILRK |  | HRNMVVKACG |
| CH         |  |            |  |            |  |            |  |            |

A: Аланін

C: Цистеїн

D: Аспарагінова кислота

E: Глутамінова кислота

F: Фенілаланін

G: Гліцин

H: Гістидин

I: Ізолейцин

K: Лізин

L: Лейцин

M: Метіонін

N: Аспарагін

P: Пролін

Q: Глутамін

R: Аргінін

S: Серин

T: Треонін

V: Валін

W: Триптофан

Кодований геном білок за функціями належить до цитокінів, факторів росту, білків розвитку. 
Задіяний у таких біологічних процесах як остеогенез, диференціація. 
Секретований назовні.